# Maire de Seattle
Le maire de Seattle (en anglais : Mayor of Seattle) est le titre porté par la personne qui dirige la ville américaine de Seattle, dans l'État de Washington.

## Histoire
Le 2 décembre 1869, Seattle devient une municipalité. La charte de la ville établit un conseil et un maire élu tous les ans à partir de 1870. Une nouvelle charte, the Freeholders Charter, est adoptée en 1890 et étend le mandat du maire à deux ans. En 1946, les électeurs adoptent une nouvelle charte qui fixe la durée du mandat à quatre ans à partir de l'élection de 1948.
Seattle est la première ville américaine où une femme a été élue maire en 1926.

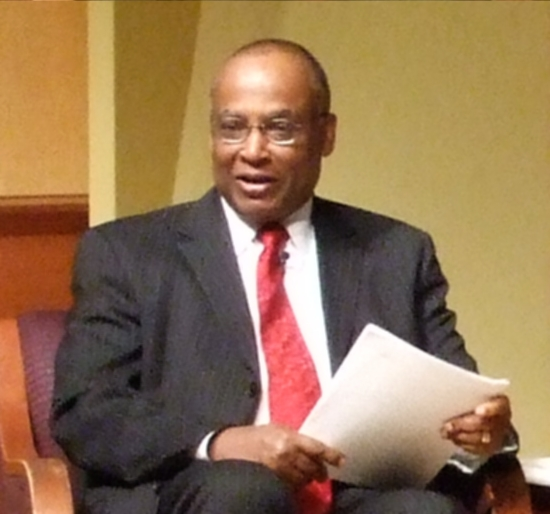
Norm Rice, maire 1990–1998.

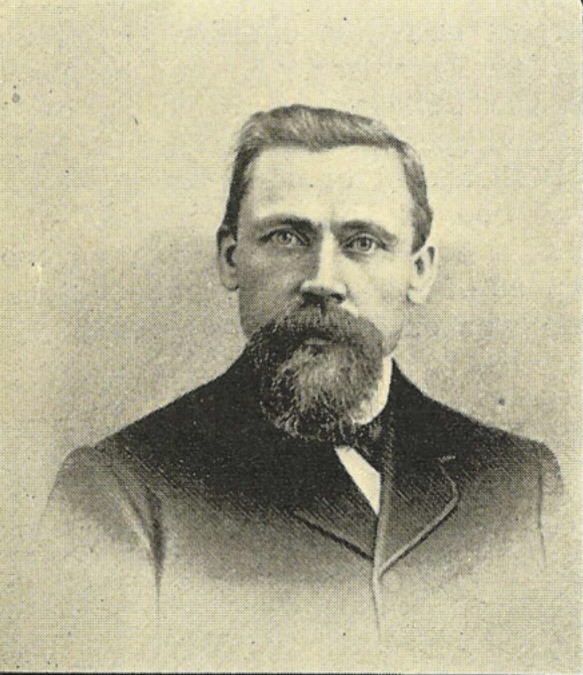
John Collins, maire 1873-1874.

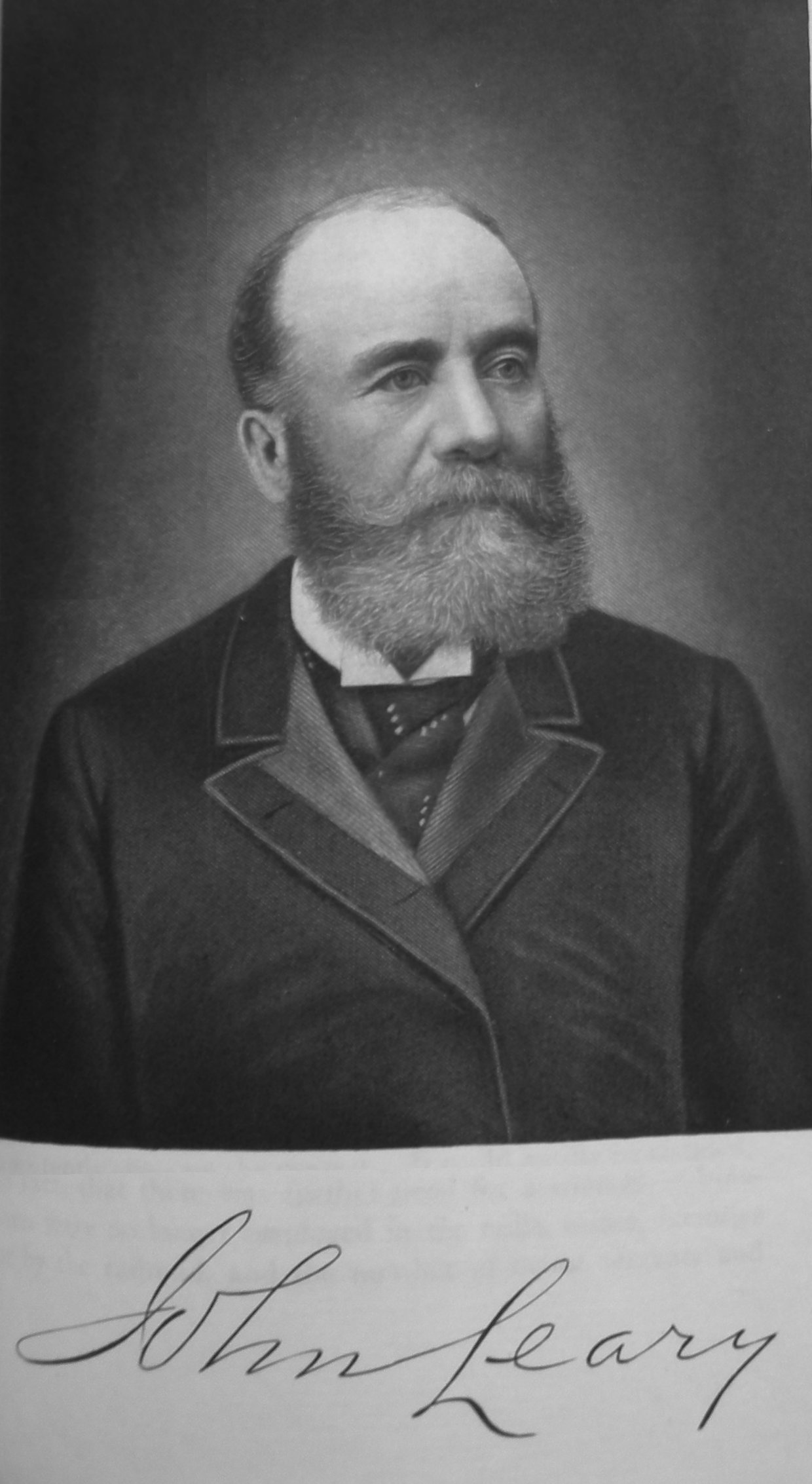
John Leary, maire 1884–1885.

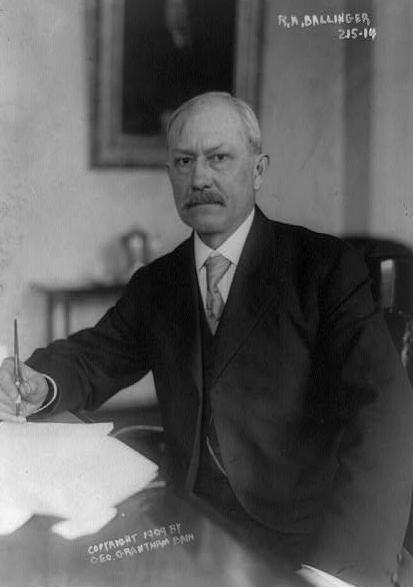
Richard A. Ballinger, maire 1904–1906.

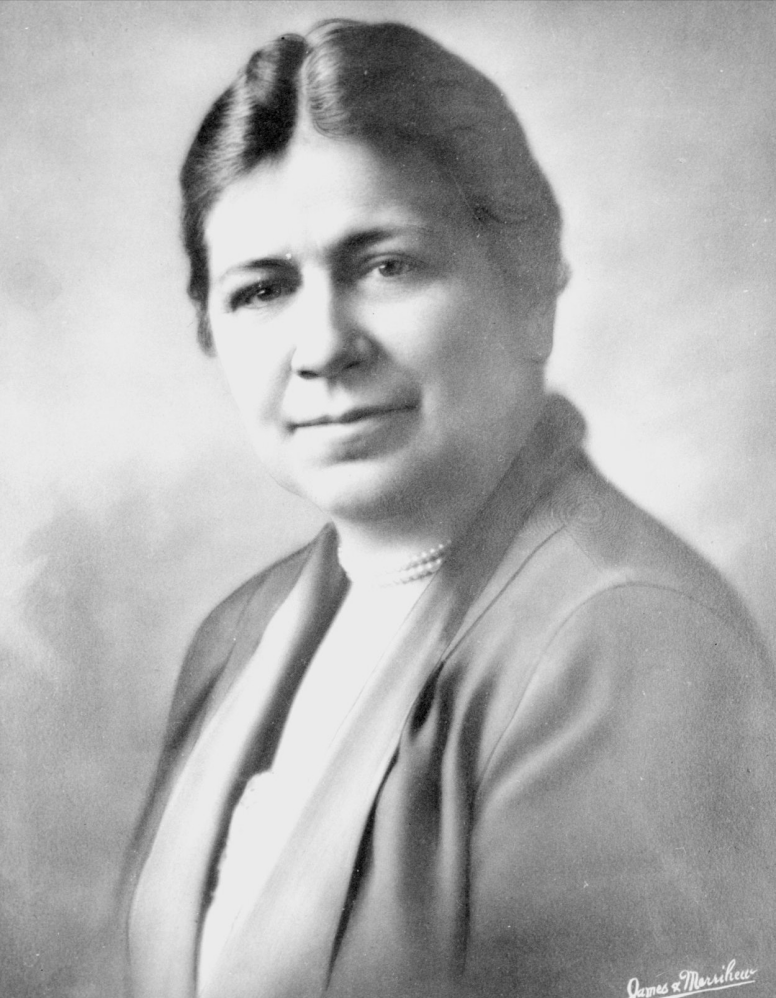
Bertha Knight Landes, maire 1926-1928.

## Liste des maires
| Nom                   | Élu le                                                   | Début du mandat   | Fin du mandat     |
| --------------------- | -------------------------------------------------------- | ----------------- | ----------------- |
| Henry A. Atkins       | 11 juillet 1870                                          | 1869              | 1871              |
| John T. Jordan        | 10 juillet 1871                                          | 1871              | 1872              |
| Corliss P. Stone      | 8 juillet 1872                                           | 1872              | 1873*             |
| John T. Jordan        | Nommé*                                                   | 1873              | 1873              |
| Moses R. Maddocks     | 1873                                                     | 1873              | 1873              |
| John Collins          | 14 juillet 1873                                          | 1873              | 1874              |
| Henry Yesler          | 13 juillet 1874                                          | 1874              | 1875              |
| Bailey Gatzert        | 2 août 1875                                              | 1875              | 1876              |
| Gideon A. Weed        | • 10 juillet 1876 • 9 juillet 1877                       | 1876              | 1878              |
| Beriah Brown          | 8 juillet 1878                                           | 1878              | 1879              |
| Orange Jacobs         | 14 juillet 1879                                          | 1879              | 1880              |
| Levi P. Smith         | • 12 juillet 1880 • 11 juillet 1881                      | 1880              | 1882              |
| Henry G. Struve       | • 10 juillet 1882 • 9 juillet 1883                       | 1882              | 1884              |
| John Leary            | 14 juillet 1884                                          | 1884              | 1885              |
| Henry Yesler          | 13 juillet 1885                                          | 1885              | 1886              |
| William H. Shoudy     | 12 juillet 1886                                          | 1886              | 1887              |
| Dr Thomas T. Minor    | 11 juillet 1887                                          | 1887              | 1888              |
| Robert Moran          | • 9 juillet 1888 • 8 juillet 1889                        | 1888              | 1890              |
| Harry White           | 14 juillet 1890                                          | 1890              | 1891              |
| George W. Hall        | 9 juillet 1891                                           | 1891              | 1892              |
| James T. Ronald       | 8 juillet 1892                                           | 1892              | 1894              |
| Byron Phelps          | 12 mars 1894                                             | 1894              | 1896              |
| Frank D. Black        | 9 mars 1896                                              | 1896              | 1896              |
| W. D. Wood            | 6 avril 1896                                             | 1896              | 1897              |
| Thomas D. Humes       | • 19 novembre 1897 • 13 mars 1900                        | 1897              | 1904              |
| Richard A. Ballinger  | 8 mars 1904                                              | 1904              | 1906              |
| William Hickman Moore | 6 mars 1906                                              | 1906              | 1908              |
| John F. Miller        | 3 mars 1908                                              | 1908              | 1910              |
| Hiram C. Gill         | 8 mars 1910                                              | 1910              | 1911              |
| George W. Dilling     |                                                          | 10 février 1911   | 1912              |
| George F. Cotterill   | 5 mars 1912                                              | 1912              | 1914              |
| Hiram C. Gill         | 3 mars 1914                                              | 1914              | 1918              |
| Ole Hanson            | 5 mars 1918                                              | 1918              | 1919              |
| C. B. Fitzgerald      | 28 août 1919                                             | 1919              | 1920              |
| Hugh M. Caldwell      | 2 mars 1920                                              | 1920              | 1922              |
| Edwin J. Brown        | • 2 mai 1922 • 4 mars 1924                               | 1922              | 1926              |
| Bertha Knight Landes  | 9 mars 1926                                              | 1926              | 1928              |
| Frank E. Edwards      | • 6 mars 1928 • 4 mars 1930                              | 1928              | 1931              |
| Robert H. Harlin      | 14 juillet 1931                                          | 1931              | 1932              |
| John F. Dore          | 8 mars 1932                                              | 1932              | 1934              |
| Charles L. Smith      | 6 mars 1934                                              | 1934              | 1936              |
| John F. Dore          | 3 mars 1936                                              | 1936              | 1938              |
| Arthur B. Langlie     | • 8 mars 1938 • 5 mars 1940                              | 1938              | 1941              |
| John E. Carroll       | 27 janvier 1941                                          | 1941              | 1941              |
| Earl Millikin         | 4 mars 1941                                              | 1941              | 1942              |
| William F. Devin      | • 3 mars 1942 • 7 mars 1944 • 12 mars 1946 • 2 mars 1948 | 1942              | 1952              |
| Allan Pomeroy         | 4 mars 1952                                              | 1952              | 1956              |
| Gordon S. Clinton     | 6 mars 1956 et 8 mars 1960                               | 1956              | 1964              |
| James d'Orma Braman   | 10 mars 1964                                             | 1964              | 1969              |
| Floyd C. Miller       | 23 mars 1969                                             | 1969              | 1969              |
| Wesley C. Uhlman      | • 4 novembre 1969 • 6 novembre 1973                      | 1er décembre 1969 | 1er janvier 1978  |
| Charles Royer         | 8 novembre 1977 • 3 novembre 1981 • 5 novembre 1985      | 1er janvier 1978  | 1er janvier 1990  |
| Norman B. Rice        | 7 novembre 1989                                          | 1er janvier 1990  | 1er janvier 1998  |
| Paul Schell           | 4 novembre 1997                                          | 1er janvier 1998  | 1er janvier 2002  |
| Gregory J. Nickels    | 6 novembre 2001                                          | 1er janvier 2002  | 1er janvier 2010  |
| Michael McGinn        | 3 novembre 2009                                          | 1er janvier 2010  | 1er janvier 2014  |
| Edward B. Murray      | 5 novembre 2013                                          | 1er janvier 2014  | 13 septembre 2017 |
| Bruce Harrell         | intérim                                                  | 13 septembre 2017 | 18 septembre 2017 |
| Tim Burgess           | 18 septembre 2017                                        | 18 septembre 2017 | 28 novembre 2017  |
| Jenny Durkan          | 7 novembre 2017                                          | 28 novembre 2017  | 1er janvier 2022  |
| Bruce Harrell         | 2 novembre 2021                                          | 1er janvier 2022  | en fonction       |